# Dicranota (Rhaphidolabis) luteibasis
Dicranota (Rhaphidolabis) luteibasis is een tweevleugelige uit de familie Pediciidae. De soort komt voor in het Oriëntaals gebied.